# Notacanthus bonaparte
Notacanthus bonaparte ist ein Tiefseefisch aus der Familie der Dornrückenaale (Notacanthidae). Er kommt im östlichen Atlantik von den Färöern über Irland, Irland bis Cap Blanc (Mauretanien) und im westlichen Mittelmeer in Tiefen von 400 bis 2000 Metern vor. 

## Merkmale
Notacanthus bonaparte wird 26 cm lang und gehört damit zu den kleineren Arten der Gattung Notacanthus. Die Art hat einen aalartig langen, seitlich aber abgeflachten Körper. Der Schwanz ist schlank und läuft spitz aus. Eine Schwanzflosse fehlt. Von der Rückenflosse sind nur  einzelstehenden Flossenstacheln geblieben. Rückenflossenweichstrahlen sind nicht vorhanden. Das Auge ist mittelgroß, das Maul klein und unterständig. Notacanthus bonaparte ist graugelb bis rosig, die Seiten glänzen silbrig. Die Art zeigt einen Sexualdimorphismus. Männchen bleiben kleiner und besitzen vergrößerte Nasalrosetten. 

## Lebensweise
Notacanthus bonaparte schwebt und schwimmt in leicht geneigter Haltung, mit dem Kopf nach unten. Da er oft in großer Zahl gefangen wird, nimmt man eine gesellige Lebensweise an. Er ernährt sich von sessilen und mobilen wirbellosen Tieren, wie Moostierchen, Schlangensterne, Flohkrebse und Schwämme. Die Mittelmeerpopulation laicht von Juni bis Juli.